# Eslovenia en los Juegos Paralímpicos de Nagano 1998
Eslovenia estuvo representada en los Juegos Paralímpicos de Nagano 1998 por un deportista masculino. El equipo paralímpico esloveno no obtuvo ninguna medalla en estos Juegos.